# Gare de Méry-sur-Oise
Ne doit pas être confondu avec Gare de Méry.
La gare de Méry-sur-Oise est une gare ferroviaire française de la ligne d'Ermont - Eaubonne à Valmondois, située dans la commune de Méry-sur-Oise (département du Val-d'Oise).
C'est une gare SNCF desservie par les trains du réseau Transilien Paris-Nord (ligne H).

## Histoire

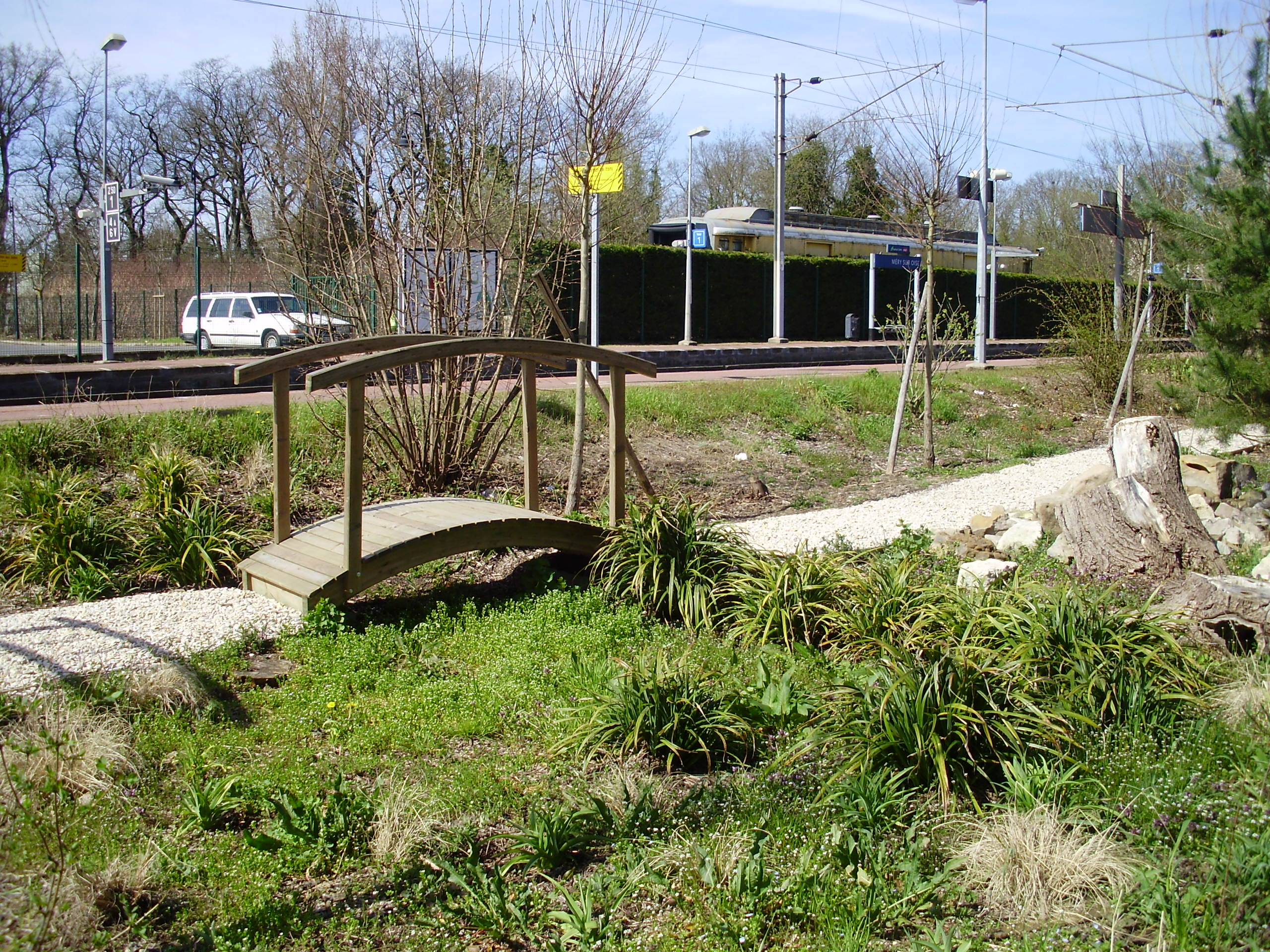
Jardin aménagé le long du quai pour la direction de Paris.

La ligne Paris - Lille fut ouverte le 20 juin 1846 par la Compagnie des chemins de fer du Nord. Cette ligne passait alors par la vallée de Montmorency avant de bifurquer vers le Nord-Est à Saint-Ouen-l'Aumône et de suivre la vallée de l'Oise. L'itinéraire actuel plus direct par la plaine de France et Chantilly n'a été mis en service qu'en 1859, n'accordant plus dès lors qu'un rôle de desserte secondaire à cet ancien itinéraire. La jonction Ermont - Valmondois via Saint-Leu-la-Forêt est ouverte en 1876, d'abord à voie unique, puis est doublée en 1889.
Sur le réseau Nord, l'électrification arrive sur la ligne Paris - Lille via Creil le 9 décembre 1958 puis sur la lignes Paris - Bruxelles via Compiègne et Paris - Mitry - Crépy-en-Valois en 1963.
La modernisation de l'itinéraire Paris-Nord - Pontoise est alors lancée avec pour but d'améliorer les performances de cette ligne dont la fréquentation est en hausse constante avec l'urbanisation croissante de la banlieue Nord et de faire disparaître les locomotives à vapeur 141 TC tractant les robustes mais spartiates voitures de type Nord à la fin de 1970. En avril/mai 1969, la traction électrique est en service sur Paris - Pontoise et Pontoise - Creil accompagnée de la signalisation par block automatique lumineux. Puis finalement, c'est au tour de l'antenne Ermont - Eaubonne - Valmondois en décembre 1970.
Depuis l'été 2012, un jardin de 1 000 m2 a été aménagé le long du quai pour la direction de Paris par des jeunes en insertion.
Le nombre de voyageurs quotidiens se situait entre 500 et 2 500 en 2002.
En 2012, 910 voyageurs ont pris le train dans cette gare chaque jour ouvré de la semaine.
Les guichets et la salle d'attente fermés sont remplacés par une boulangerie-pâtisserie.

## Service des voyageurs

### Desserte
Elle est desservie par les trains de ligne H du réseau Paris-Nord du Transilien (un train toutes les 30 minutes).

### Intermodalité
La gare est desservie par la ligne 1226 du réseau de bus Cergy-Pontoise Confluence et par la ligne 1317 du réseau de bus Haut Val-d'Oise.

## Patrimoine ferroviaire

### Bâtiment voyageurs
Le bâtiment voyageurs (BV) appartient à un type particulier érigé par la Compagnie du Nord sur la ligne d'Ermont - Eaubonne à Valmondois et sur la section d'Épinay à Montsoult - Maffliers (où ils se distinguent par leur aile basse en « T »). Ces bâtiments asymétriques sont pourvus d'une aile haute large de trois travées avec un toit en bâtière, disposée à gauche ou à droite de la partie basse selon les cas. Leur disposition rappelle les gares d'intérêt local.
Le BV de Méry-sur-Oise a la partie haute placée à gauche, avec une aile basse de cinq travées (quatre à l'origine). Ce modeste bâtiment a par la suite été modifié avec une haute mansarde quasi-verticale coiffant le corps de logis). Cette disposition s'observe également à Mériel, Deuil - Montmagny et Montsoult - Maffliers.

### Club de modélisme ferroviaire
Un ancien fourgon postal, présent dans les emprises de la gare, abrite un club de modélisme ferroviaire : l'Association mérysienne de modélisme ferroviaire (AMMF).

## Galerie de photographies

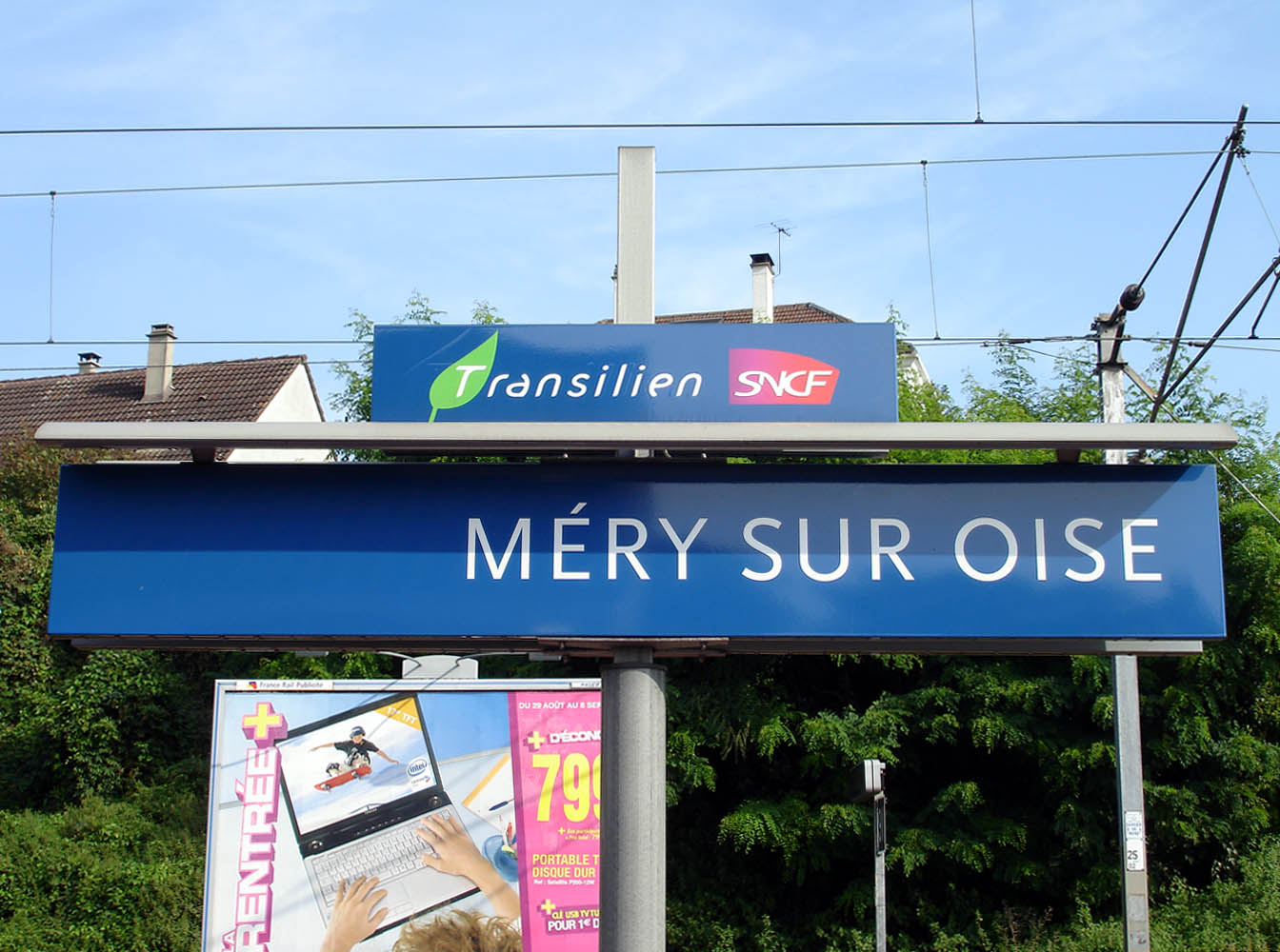
Panneau du nom de la gare sur un des quais.
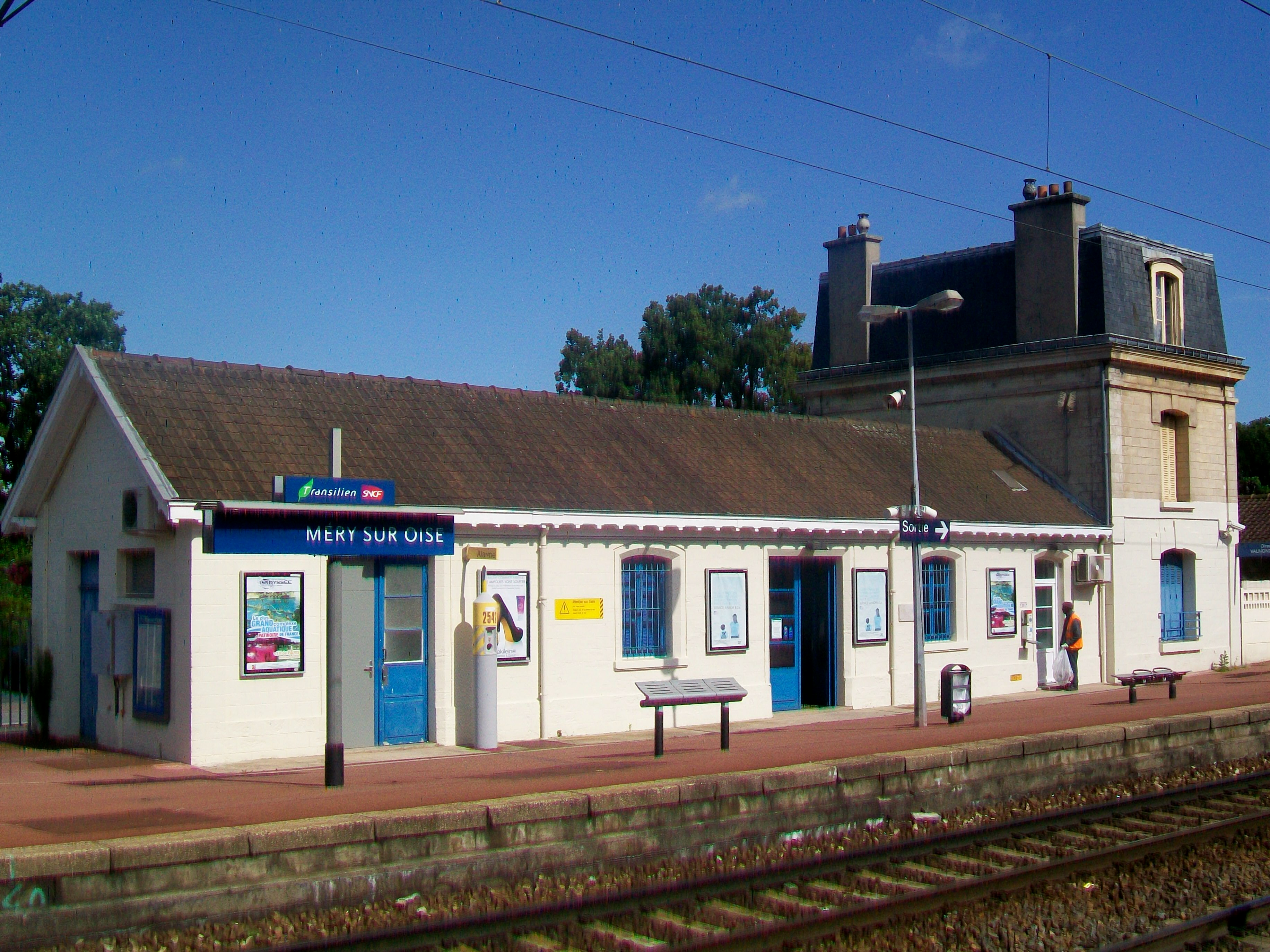
Bâtiment de la gare, côté voies.
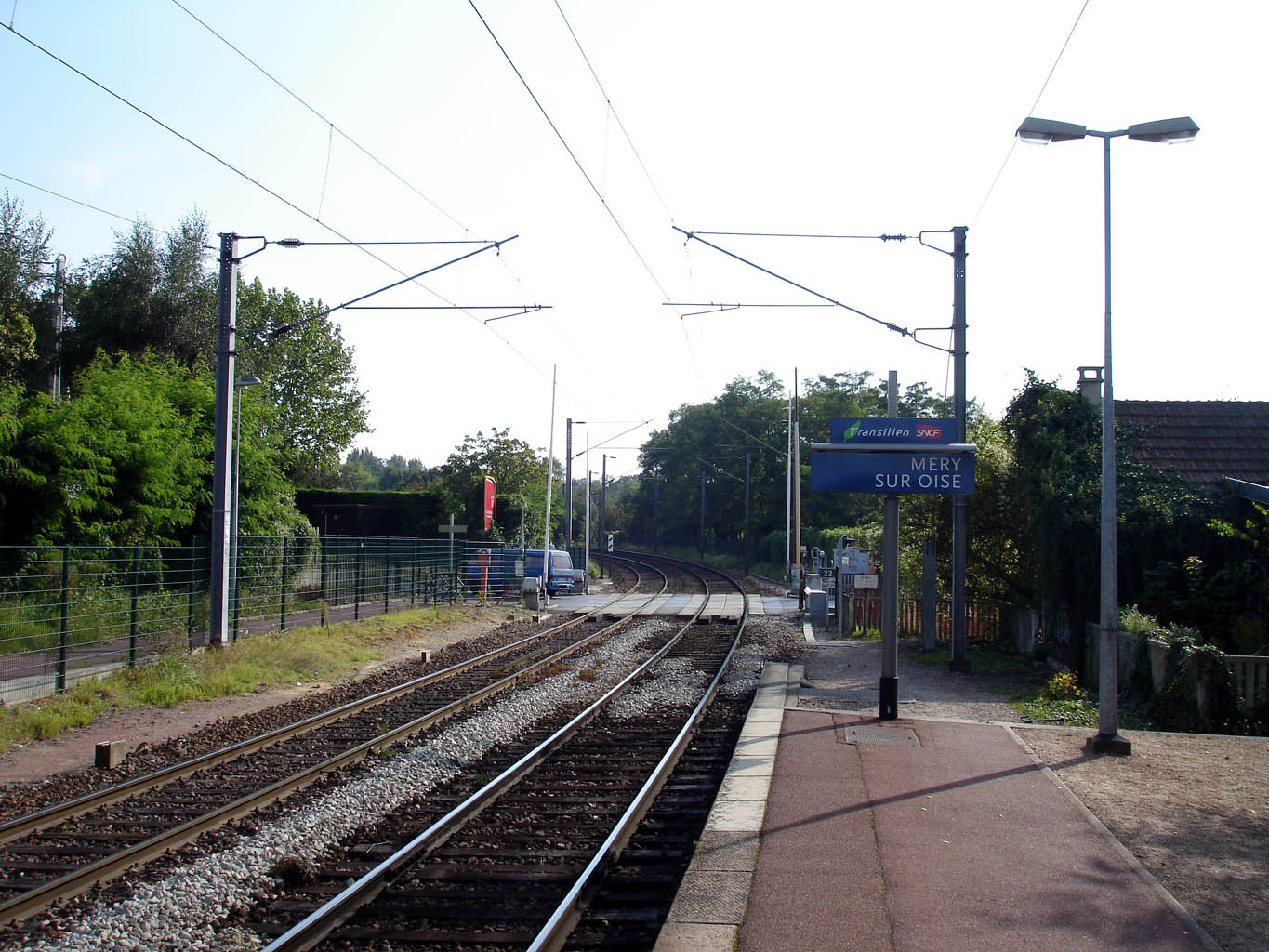
Passage à niveau au sud-ouest des quais.
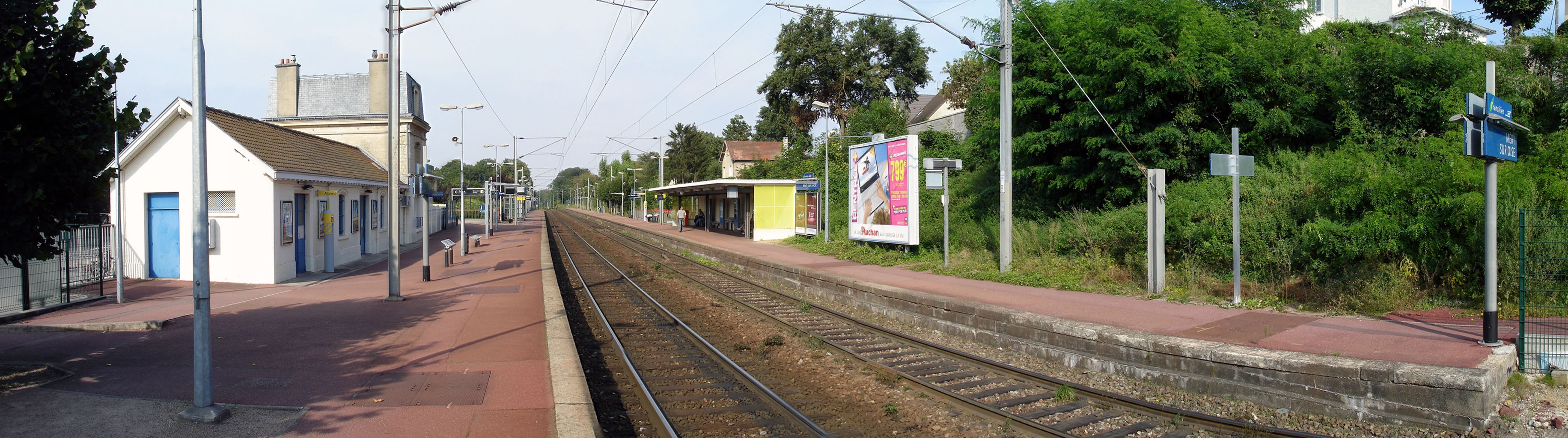
Vue d'ensemble de la gare, des voies et des quais en regardant vers le nord-est.